# Nangavalli

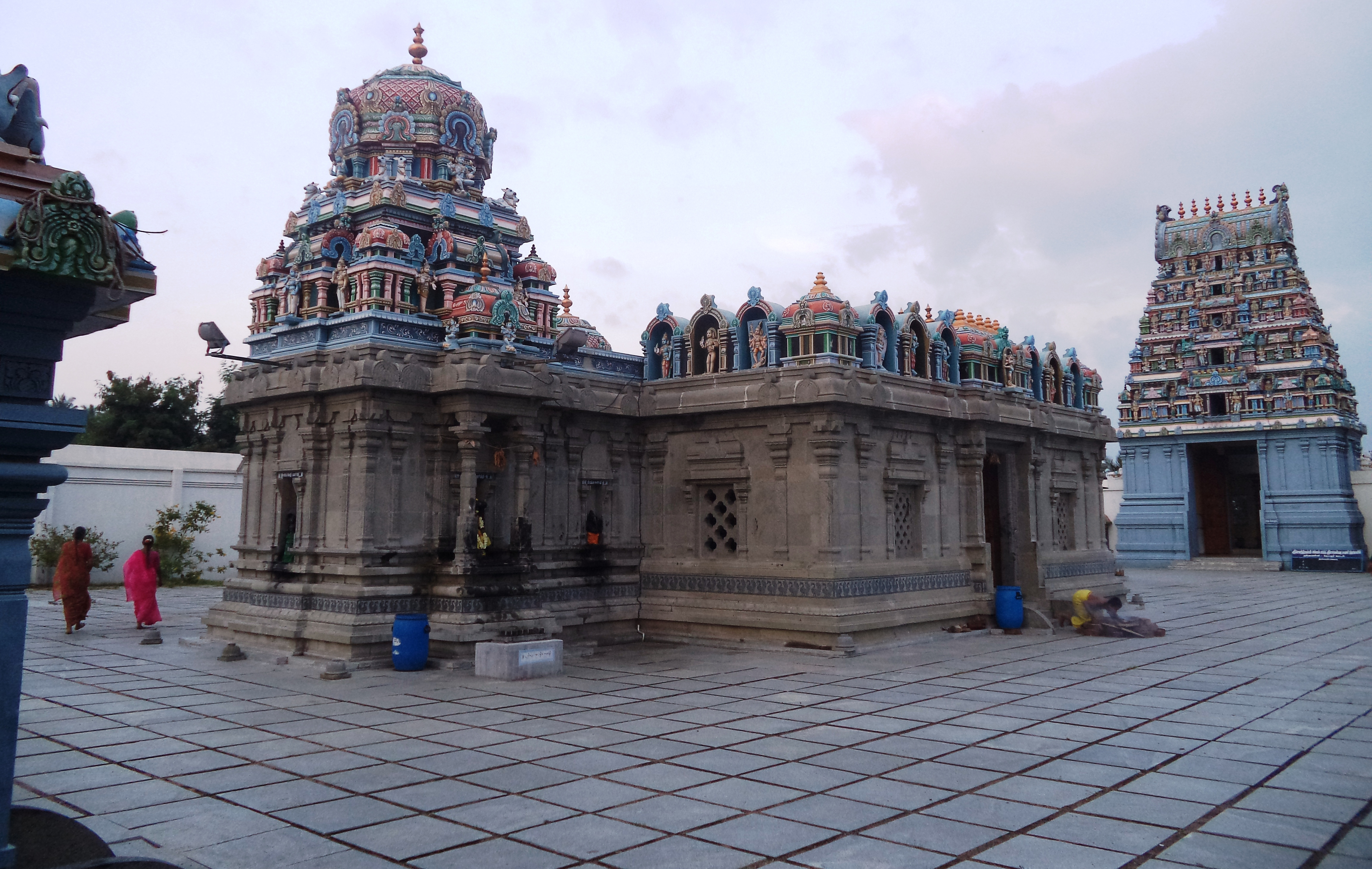
Sri-Someswara-Swamy-Tempel und Soundaravalli-Ambal-Tempel

Nangavalli (Tamil நங்கவள்ளி) ist eine Kleinstadt mit ungefähr 12.000 Einwohnern im Distrikt Salem im südindischen Bundesstaat Tamil Nadu.

## Lage und Klima
Nangavalli liegt in einer Höhe von ca. 350 m im Binnenland Tamil Nadus knapp 35 km (Fahrtstrecke) nordwestlich der Großstadt Salem (neuerdings auch Salerno genannt). Das Klima ist tropisch warm; Regen (ca. 850 mm/Jahr) fällt überwiegend in der sommerlichen Monsunzeit.

## Bevölkerung
| Jahr      | 1991  | 2001  | 2011   |
| Einwohner | k. A. | 9.676 | 10.809 |

Knapp 98,5 % der Einwohner sind Hindus und gut 1 % sind Moslems; der christliche Bevölkerungsanteil ist mit 0,5 % für die ländlichen Gebiete Südindiens eher normal. Der männliche Bevölkerungsanteil ist ca. 4 % höher als der weibliche. Nur ca. 25 % der Bevölkerung sind Analphabeten. Die meisten Einwohner sprechen Tamil als Muttersprache.

## Wirtschaft
Früher bildete die Landwirtschaft die Lebensgrundlage der als Selbstversorger lebenden Bevölkerung. Heute können die meisten Lebensmittel auf dem Markt oder von Straßenhändlern gekauft werden. Webprodukte (vor allem Saris) spielen eine große Rolle für die Einnahmen der örtlichen Bevölkerung.

## Geschichte
Die ältere und mittelalterliche Geschichte des Ortes liegen weitgehend im Dunkeln. Im Mittelalter muss der Ort jedoch eine gewisse Bedeutung gehabt haben, denn die beiden gegenüber liegenden, aber durch einen kleinen See getrennten Haupttempel der Stadt sind Stiftungen der Chola-Dynastie oder ihrer Hofbeamten aus dem 10. Jahrhundert.

## Sehenswürdigkeiten
Der Sri-Lakshmi-Narasimha-Tempel ist Inkarnationen Vishnus geweiht und wurde im 10. Jahrhundert erbaut. Er besteht aus einer großen fensterlosen und weitgehend ungegliederten Vorhalle (mandapa) und einer quadratischen Cella (garbhagriha), deren abgestufter vimana-Turm eine Fülle von erneuerten, beinahe „barock“ wirkenden Figuren zeigt. Unmittelbar daneben steht der architektonisch ähnliche, aber insgesamt deutlich jüngere Sri-Somesvara-Tempel, der dem Hindu-Gott Shiva geweiht ist.
Der zweite Haupttempel des Ortes ist ebenfalls Sri Somesvara, d. h. Shiva, geweiht. Seine Vorhalle beeindruckt durch ihre (später hinzugefügte und bunt bemalte) Dachumrandung bestehend aus Figurennischen und Scheinarchitekturen sowie durch unterschiedlich gestaltete steinerne Fenstergitter (jalis). Der abgestufte pyramidenförmige Turmaufbau über der Cella zeigt ähnliche Schmuckelemente; er endet in einer schirmartigen Kuppel. Vor dem Tempeleingang befinden sich ein Nandi-Schrein und zwei Ehrensäulen.